# Balduin von Ibelin

Wappen Balduins von Ibelin

Balduin von Ibelin, auch Balduin (III.) von Ramla genannt, (* vor 1136; † um 1187) war Herr von Ramla und eine wichtige Person im Königreich Jerusalem.
Er war ein Sohn von Barisan von Ibelin und Helvis von Ramla. Nach dem Tod seines älteren Bruders Hugo von Ibelin übernahm er 1170 die Herrschaft Ramla. Die Burg und Herrschaft Ibelin überließ er kurz darauf seinem jüngeren Bruder Balian. Balduin und Balian unterstützten Graf Raimund III. von Tripolis gegen Miles von Plancy als Regent für König Balduin IV. Balduins Tochter Eschiva heiratete um 1174 den späteren König von Jerusalem und Zypern, Amalrich von Lusignan.
1177 nahmen die Brüder an der siegreichen Schlacht von Montgisard teil. Am 10. Juni 1179 geriet Balduin in der Schlacht bei Mardsch Uyun am Jordan in Gefangenschaft, aus der ihn der byzantinische Kaiser Manuel I. Komnenos freikaufte. Nach seiner Freilassung 1180 reiste er nach Konstantinopel, wo er den Tod des Kaisers miterlebte.
1183 unterstützte er Raimund gegen Guido von Lusignan, den Ehemann Sibylles und Regent für den kranken Balduin IV. Balduin von Ibelin war auch unter den Baronen, die dem König im gleichen Jahr rieten, ihren Sohn Balduin V. noch zu seinen Lebzeiten krönen zu lassen, um Guidos Nachfolge als König zu verhindern. Balduin IV. starb 1185, Balduin V. im Jahr darauf, und als Raimunds Favorit für die Nachfolge, Humfried IV. von Toron, die Krone ausschlug und sich auf Guidos Seite stellte, weigerte sich Balduin, diesem den Treueid zu leisten. Er übertrug seine Herrschaften Ramla und Mirabel seinem jungen Sohn Thomas von Ibelin († 1188), auf dass dieser, wenn er alt genug sei, König Guido die Huldigung leisten möge die er verweigerte. Anschließend ging er ins Exil nach Antiochia, wo er vom Fürsten Bohemund IV. ein großes Lehen erhielt.
Nach der Chronik von Ernoul, einer altfranzösischen Fortsetzung der Chronik des Wilhelm von Tyrus, die von einem Schreiber von Balduins Bruder Balian stammt, rührte Balduins Abneigung gegen Guido daher, dass er 1180 selbst Sibylle heiraten wollte. Die Familie Ibelin war jedoch nicht so bedeutend wie die Familie Lusignan, und Balduin scheiterte mit seinem Wunsch. Er weigerte sich, nach Jerusalem zurückzukehren, um Guido gegen Saladin zu unterstützen. König Guido unterlag 1187 in der verheerenden Schlacht bei Hattin in deren Folge auch Ramla, Mirabel und Ibelin von den Muslimen unter Saladin erobert wurden.
Vermutlich starb er 1187 im selbstgewählten Exil.

## Ehen und Nachkommen
Balduin war spätestens seit 1157 mit Richilde, der Tochter von Guermond I. von Bethsan, verheiratet. Die Ehe wurde um 1174 annulliert. Mit ihr hatte er zwei Töchter:
- Eschiva († 1196/1197) ⚭ um 1174 Amalrich von Lusignan
- Stephanie ⚭ um 1174 Amalrich, Vizegraf von Nablus

1175 heiratete er in zweiter Ehe Isabelle (Elisabeth) Gothman († 1177/78), Tochter des Johann Gothman, Witwe des Hugo Garnier, Herr von Caesarea. Mit ihr hatte er einen Sohn:
- Thomas († um 1188), Herr von Ramla

Nach 1180 heiratete er in dritter Ehe Maria († nach 1228), die Tochter des Rainer, Konstabler von Tripolis. Diese Ehe blieb kinderlos.